# Clé de contrôle

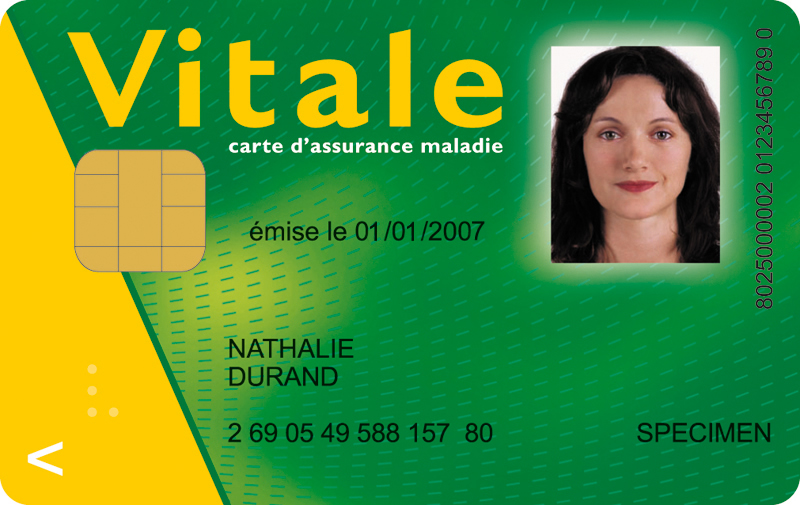
Les deux derniers chiffres du numéro de sécurité sociale de la carte vitale française sont une clé de contrôle

Apparue pour les besoins du traitement informatique des données, une clé de contrôle, ou clef de contrôle, est un nombre, ou, plus généralement, une suite de symboles associés à un code alphanumérique permettant d'assurer sa validité,. 
La clef de contrôle est déterminée par un algorithme à partir des caractères constitutifs du code identifiant. Lorsqu'on saisit le code alphanumérique et la clé de contrôle, un programme recalcule la clé selon l'algorithme et compare le résultat avec la clé saisie : si les deux valeurs sont identiques, la probabilité est forte que le code identifiant soit saisi de façon correcte (c’est-à-dire sans oubli, insertion ou inversion de caractères). À l'inverse, si les valeurs diffèrent, cela indique une erreur et le code identifiant ou la clé de contrôle est certainement erroné.
Les probabilités en jeu n'atteignent pas 100 % mais dépendent de la taille de la clé utilisée. Certaines clés de contrôle ont une grande longueur, d'autres, comme celle du numéro de sécurité sociale en France ou celle du Numéro SIRET en France sont courtes (1 ou deux positions décimales).